# كولن ميلر (لاعب كريكت)
كولن ميلر (6 فبراير 1964 في أستراليا - ) (بالإنجليزية: Colin Miller)‏ هو لاعب كريكت أسترالي. شارك مع منتخب أستراليا الوطني للكريكت. أما مع فريق رياضي، فقد لعب مع فريق تسمانيا للكريكت وفريق فكتوريا للكريكت وفريق جنوب أستراليا للكريكت ‏.

## وصلات خارجية
- كولن ميلر على موقع إي آس بي آن كريك إنفو (الإنجليزية)